# Kalamiten
Die Kalamiten (Calamites) sind eine Gattung ausgestorbener baumartiger Schachtelhalme, die nahe mit den heutigen Schachtelhalmen verwandt sind. Im Gegensatz zu den heutigen krautig wachsenden Vertretern der Schachtelhalme waren die Kalamiten mittelgroße Bäume von bis zu 10 (selten 20 bis 30) Metern Höhe. Sie waren allgemein verbreitete, aber nicht dominierende Bewohner der Steinkohlesümpfe der Karbonzeit und in den Wäldern der Permzeit. Zusammen mit anderen ausgestorbenen Schachtelhalmverwandten gehören sie zu der Familie der Calamitaceae.

## Anatomie
Die Stämme der Kalamiten zeigten ein charakteristisches Erscheinungsbild mit bambusähnlicher Segmentierung und vertikalen Rippen. Sowohl Äste und Blätter als auch Sporenzapfen standen in Quirlen. Die bis zu 25 Blätter pro Quirl waren nadelförmig.
Die Stämme zeigten sekundäres Dickenwachstum, sie bestanden also aus Holz. Dabei bildete das Kambium nur sekundäres Xylem und kein Phloem („unifaziales“ Kambium).
Die Stängel der heutigen Schachtelhalme sind typischerweise hohl oder enthalten langgestreckte Luftsäcke. Auch bei den Kalamiten waren die Stämme hohl und bildeten hölzerne Röhren. Durch Bruchstellen der Stämme konnten Sedimente in das Innere eindringen und so gleichsam fossile Abgüsse des Inneren entstehen.

## Fortpflanzung
Die Kalamiten vermehrten sich durch Sporen, wobei die Sporophylle (Sporangienträger) zu Zapfen vereinigt waren. Daneben ist bekannt, dass sie massige unterirdische Rhizome besaßen, welche die Bildung von Klonen eines Baumes erlaubten. Damit sind sie die einzig bekannten sich vegetativ vermehrenden Bäume jener Zeit. Wie heutige Bäume (z. B. Weiden und Erlen) mit der Bildung von Wurzelbrut begegneten sie damit den instabilen Bodenverhältnissen an Flussufern und in Schwemmländern. Meistens sehen die Rhizome der Kalamiten ähnlich wie liegende Stämme aus, aber die Knoten rücken bei ihnen immer näher zusammen, je mehr sie sich der Triebspitze nähern.

## Verschiedene Formen
Man kennt verschiedene, als Arten klassifizierte, Formen von Kalamiten. Eine dieser Formen, Calamites suckowi, zeichnet sich durch auffällige, angeschwollene Stammknoten und relativ große Abstände zwischen den Längsrippen aus. Im Gegensatz dazu zeigt Calamites cisti wesentlich schlankere Knoten und enger stehende Rippen. Darüber hinaus sind die Internodien bei Calamites suckowi typischerweise viel länger als breit, während die von Calamites cisti höchstens so lang wie breit sind.

## Aussterben und Verwandtschaft

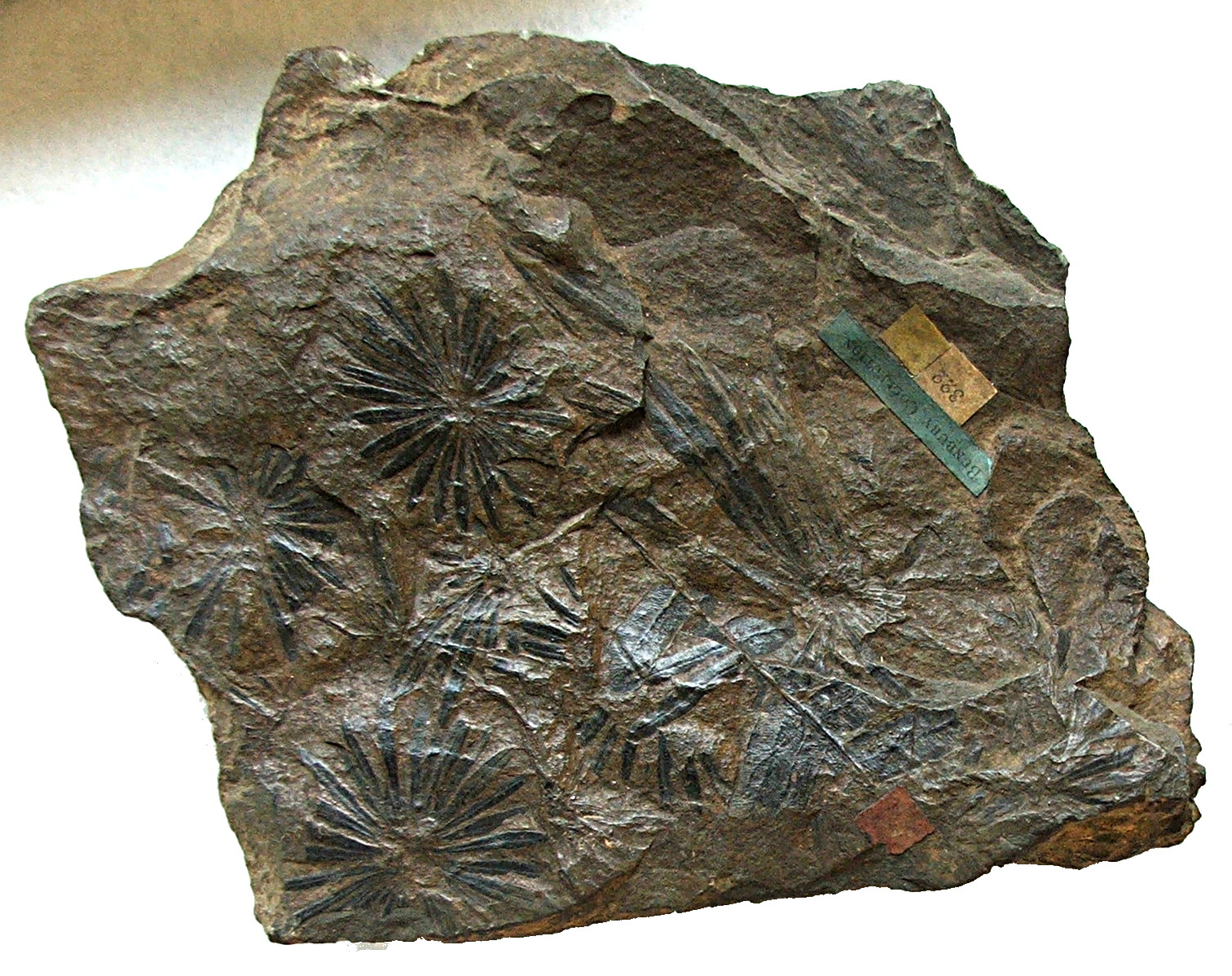
Beblätterung des Kalamiten Annularia stellata

Die Gattung Calamites und mit ihnen die Familie Calamitaceae starb im unteren Perm aus, in einer Zeit, als ihre Schwesterfamilie, die Schachtelhalmgewächse (Equisetaceae) entstand, welche die einzigen heute noch lebenden Vertreter der Abteilung der Equisetophyta enthält.